# مستشفى البتول
مستشفى البتول، تم تطويره من «مركز البتول (ع) الصحي»، 1999م، إلى أن أصبح "مستشفى"، حيث تم اقتتاحه في مدينة الهرمل، برعاية، وحضور الأمين العام لحزب الله حسن نصرالله، وذلك بتاريخ 12 شهر 8 2003م.

## أسباب التأسيس والنشأة
تعتبر مدينة الهرمل التي تقع في شمال محافظة البقاع من المدن المتوسطة من ناحية العديد السكاني، إلا أنه من أكبر الأقضية في لبنان قضاء
الهرمل الذي يضم العديد من البلدات والقرى المحيطة بمدينة الهرمل.
والهرمل من أكبر المدن المحرومة في لبنان حيث إنها تفتقر إلى أبسط مقومات العيش بسبب حرمانها من مختلف الخدمات الصحية والاجتماعية والاقتصادية، فهي تعاني من نسبة بطالة عالية جداً مقارنة مع باقي المدن والأقضية في لبنان.
انطلاقاً من هذا الواقع كان لا بد لالهيئة الصحية الإسلامية من المساهمة في خدمة أهلنا المستضعفين في المدينة من خلال افتتاح مستوصف الإمام الهادي (ع) في الهرمل (السبيل).

## حول تاريخ انطلاق المستشفى
بناء على رؤية «للهيئة الصحية الإسلامية» للواقع الصحي في منطقة البقاع عموماً، وفي مدينة الهرمل خاصةً والتي ترتكز على:
1. خدمة المستضعفين والمحتاجين على الصعيد الصحي والبيئي.
2. تأمين الخدمات للمستفيدين من برامج التقديمات الصحية المتوفرة في المؤسسة.
3. المساهمة في رفع الوعي الصحي والبيئي لدى المواطنين كافة.
4. المساهمة في صياغة تجربة صحية مرتكزة على القيم الإسلامية.

## من مبادئها
1. تأمين الخدمة الصحية بأفضل نوعية وأقل كلفة ممكنة.
2. تطبيق سياسات رعائية هدفها الوقاية والعلاج من الأمراض والحد من انتشارها.
3. نشر الوعي الصحي والبيئي بين الأهالي.
4. الحفاظ على تناسب عناصر الجودة (النوعية، الكمية، الكلفة، والوقت).
5. إظهار وممارسة المعاني الإسلامية الصحية والأخلاقية السامية.
6. مواكبة التطور بالتأهيل، والتدريب المستمرين.

## وصلات خارجية
- موقع الهيئة الصحية الإسلامية على الأنترنت